# Mathias Gallo Cassarino
Mathias Gallo Cassarino, มาเทียส เซเว่นมวยไทย, noto anche con lo pseudonimo di Mathias 7 Muay Thai Gym (Venaria Reale, 19 dicembre 1992), è un thaiboxer italiano.
Al maggio 2023 risulta l'unico combattente italiano a essere entrato nel ranking del Lumpinee Stadium di Bangkok e l'unico non tailandese ad aver avuto la chance per la cintura del Lumpinee nella categoria 135 lb (61,2 kg). In passato ha conquistato il titolo del Max Muay Thai Sliver Tournament 62 kg, il titolo mondiale WPMF 135 lb, quello intercontinentale WBC Muay Thai 58 kg e il titolo mondiale WMC "Muay Thai against drugs".

## Biografia
Il nome di combattimento è "Mathias 7 Muay Thai gym" (มาเทียส เซเว่นมวยไทย) e si allena appunto al 7 Muay Thai Gym di Rayong, Thailandia.
Ha iniziato a combattere di Muay Thai professionistica (5 round da 3 minuti con i gomiti) a soli 12 anni. Maurizio Costanzo si è occupato di lui nell'aprile 2006, intervistando il padre Roberto nel programma Tutte le mattine.
Il periodico specialistico 2out, il 24 aprile 2007 documenta la storia di Mathias in questo articolo
Il periodico Sport2.0 gli ha dedicato la copertina del mese di dicembre 2010
Il 15 agosto 2005, a 12 anni, ha vinto il suo primo incontro di Muay Thai in Thailandia contro un tailandese. L'evento viene documentato dal sito ilguerriero.it
Nel 2009 ha vinto la medaglia di bronzo ai campionati I.F.M.A. World Muaythai Amateur Championships di Bangkok nella categoria 60 kg. Junior.
Ha vinto la cintura W.M.C. Muay Thai Against Drugs Champion 58 kg a Bangkok di fronte a 200 000 spettatori in occasione della Queen's Cup 2010 nel programma Thailand Vs. Challenger series (Unico straniero del programma a battere l'avversario Thai).
Questo prestigioso titolo lo ha conquistato a Bangkok, in occasione del compleanno della Regina Thailandese, il 12 agosto 2010. Mathias è stato convocato 2 volte di seguito per combattere in onore di sua maestà Sirikit regina di Thailandia e infatti ha combattuto nuovamente nel 2011 ed ha perso ai punti.
A 17 anni ha vinto la medaglia d'oro a Bangkok ai campionati mondiali W.M.F nel 2010 ed è quindi stato incoronato Campione del mondo amatoriale Muay Thai nella categoria 57 kg Junior.
 Gli è stato dedicato un servizio sulla rivista thailandese Muay Siam.
A 18 anni ha debuttato nel più importante stadio tailandese, il Lumpinee Stadium di Bangkok, vincendo per K.O. contro un pugile tailandese al peso di 128 libre. Viene segnalato erroneamente con il nome di Mathias Sitsongpinong (Italy)
Ha vinto inoltre una medaglia di Bronzo nella lotta iraniana: Razmavaran World Championships 2010 nella categoria 60 kg in Iran.
Mathias vive in Thailandia e ha combattuto negli eventi più importanti nel mondo per la Muay Thai, come ad esempio: Petchyindee-Lumpinee Stadium in main event, Queen's Cup-Bangkok, Thai Fight, Yokkao 6, Muay Thai Combat Mania, Max Muay Thai. Già giovanissimo, a soli 19 anni aveva affrontato e sconfitto avversari di svariate nazionalità: Thailandia soprattutto, ma anche Olanda, Giappone (dove è stato ospite due mesi del team Shobukai, Cina, Taipei, Russia, Bielorussia, Ucraina, Uzbekistan, Malesia, Francia, Spagna, Singapore, Israele, Cambogia, Afghanistan, Australia, Iran e Vietnam. È curioso, ma l'unico italiano lo ha incontrato a Chieri nel 2007.
Il 14 aprile 2014 Mathias ha pareggiato contro il pluricampione Thailandese Rungravee Sasiprapa Archiviato il 26 aprile 2014 in Internet Archive..
Mathias è secondo nel ranking ufficiale del WPMF 140 lbs (-63.5 kg) (Marzo 2015).
Il 5 aprile 2015 Mathias vince il Max Muay Thai 4 Man Silver Tournament battendo ai punti il Francese Issam Arabat-Ziane e per KO R2 il Thai Puenyai Payyakka Mpan.
Il 12 settembre 2015 Mathias ha battuto ai punti il Thai Rungravee Sasiprapa all'evento The Circle che si è svolto a Barcellona
Dall'anno 2018 Mathias è il primo italiano e uno dei pochissimi atleti non tailandesi a entrare nel ranking (classifica) dello stadio Lumpinee di Bangkok.

## Titoli
- 2023 combatte per la cintura del Lumpinee nella categoria 135 Lb. (61,2 Kg.) perde infortunandosi (frattura al braccio destro)
- 2022 RWS final 4 al RWS: Rajadamnern World Series torneo 135 lb. (61,2 Kg.) - unico non Tailandese finalista nella categoria -
- 2017 Most Exciting Fight Of The Year at Lumpinee Stadium
- 2016 Prince Cup trophy - Bangkok, Thailandia
- 2015 Max Muay Thai Silver Tournament Champion (-62 kg)
- 2013 WPMF World Champion (135 lbs)
- 2013 WBC Muay Thai International Champion (130 lbs)
- 2012 Revolution Australian Champion (59 kg)
- 2011 Prachuap Kirikan Province Champion (125 lbs)
- 2010 WMC Muay Thai Against Drugs World Champion (58 kg) – Queen's Cup
- 2010 WMF Gold Medal (57 kg)
- 2009 IFMA Bronze Medal (60 kg)

## Palmarès
| 58 Vittorie (19 per (TKO, 39 per decisione), 36 Sconfitte, 5 Pareggi |           |                                                       |                                                                                 |                                 |       |       |
| Data                                                                 | Risultato | Avversario                                            | Evento                                                                          | Modalità                        | Round | Tempo |
| 29.04.2023                                                           | Sconfitta | Kanongsuek Gor.Kampanat                               | LWC Super Champ, Lumpinee Stadium - 61.2 kg (135 lb), Bangkok                   | KO (calcio medio/braccio rotto) | 3     | 0:35  |
| Per il titolo vacante del Lumpinee Stadium 135 libbre.               |           |                                                       |                                                                                 |                                 |       |       |
| 25.11.2022                                                           | Sconfitta | Mongkolkaew Sor.Sommai                                | Rajadamnern World Series - 61.2 kg (135 lb), Bangkok                            | Punti (split)                   | 3     | 3:00  |
| 21.10.2022                                                           | Sconfitta | Buakhiao Por.Paoin                                    | Rajadamnern World Series - 61.2 kg (135 lb), Bangkok                            | Punti                           | 3     | 3:00  |
| 16.09.2022                                                           | Vittoria  | Dwi Sukarno                                           | Rajadamnern World Series - 61Kg, Bangkok                                        | KO                              | 1     |       |
| 12.08.2022                                                           | Vittoria  | Flukenoi Kiatfahlikit                                 | Ratchadamnern - Kiatpech promotion - 61Kg, Bangkok                              | Punti                           | 5     | 3:00  |
| 06.15.2022                                                           | Sconfitta | Saeksan Or. Kwanmuang                                 | Palangmai, Rajadamnern Stadium - 61.2 kg (135 lb), Bangkok                      | Punti                           | 5     | 3:00  |
| 06.02.2022                                                           | Sconfitta | Thepbutr Kiatpech                                     | Ratchadamnern - KIATPETCH - 61.2 kg (135 lb), Bangkok                           | Punti                           | 5     | 3:00  |
| 27.11.2021                                                           | Sconfitta | Lamnammoonlek Or. Atchariya                           | Lumpinee GoSport - KIATPETCH - 62 kg, Bangkok                                   | Punti                           | 5     | 3:00  |
| 3.10.2021                                                            | Vittoria  | Nakrob Fairtex                                        | Nakrob Fairtex - 62 kg, Buriram                                                 | Punti                           | 5     | 3:00  |
| 20.11.2020                                                           | Vittoria  | Prabsuek Si-Opal                                      | Rajadamnern PETCHJAOPRAYA - 62 kg, Bangkok                                      | Punti                           | 5     | 3:00  |
| 1.10.2020                                                            | Sconfitta | Petchlamsin Chor Haypayak                             | Rajadamnern SINGMAWINN - 63 kg, Bangkok                                         | Punti                           | 5     | 3:00  |
| 06.08.2020                                                           | Sconfitta | Phetmanee Phor.Lakboon                                | Rajadamnern SOR.SOMMAI - 62 kg, Bangkok                                         | Punti                           | 5     | 3:00  |
| 14.02.2020                                                           | Vittoria  | Chalamsuek Sitanothai                                 | Petch Numnoi Lumpinee - 62 kg, Bangkok                                          | Punti                           | 5     | 3:00  |
| 12.10.2019                                                           | Vittoria  | Darky Lookmakhamwan                                   | Lumpinee KIATPETCH fight - 63 kg, Bangkok                                       | Punti                           | 5     | 3:00  |
| 23.08.2019                                                           | Sconfitta | Darky Lookmakhamwan                                   | Lumpinee KIATPETCH fight - 63 kg, Bangkok                                       | Punti                           | 5     | 3:00  |
| 20.07.2019                                                           | Sconfitta | Inseethong Or Peerapat (current champion of Thailand) | Lumpinee KIATPETCH fight - 63 kg, Bangkok                                       | Punti                           | 5     | 3:00  |
| 15.07.2019                                                           | Vittoria  | Jaknaronglek Sor.Jullasen                             | Lumpinee - 63 kg, Bangkok                                                       | Punti                           | 5     | 3:00  |
| 17.03.2019                                                           | Sconfitta | Kiatpetch Suhanpeakmai                                | Kiatpetch promotion Or.Tor.Gor3 Stadium - 63 kg, Bangkok                        | Punti                           | 5     | 3:00  |
| 18.02.2019                                                           | Vittoria  | Jaknaronglek Sor.Jullasen                             | Kiatpetch promotion Jitmuangnon Stadium - 64 kg, Bangkok                        | KO                              | 5     | 3:00  |
| 30.11.2018                                                           | Sconfitta | Padsaenlek Rachanon                                   | Lumpinee Suek Petchnumnoi - 63 kg, Bangkok                                      | Punti                           | 5     | 3:00  |
| 28.08.2018                                                           | Vittoria  | Diesellek MU den                                      | Petch Numnoi Lumpinee - 62 kg, Bangkok                                          | Punti                           | 5     | 3:00  |
| 30.06.2018                                                           | Sconfitta | Pinpetch Sitjaedang                                   | Lumpinee KO -63,9 kg, Bangkok                                                   | Punti                           | 5     | 3:00  |
| 5.05.2018                                                            | Vittoria  | Kuan-Au aka Ronachai Parnsomboon                      | Lumpinee KO -63,5 kg, Bangkok                                                   | KO                              | 4     | 2:00  |
| 24 02 2018                                                           | Vittoria  | Mongkolphet Dabpong 191                               | Lumpinee promozione KIATPETCH - 62,5 kg                                         | Punti                           | 5     | 3:00  |
| 30 12 2017                                                           | Sconfitta | Victor Conesa                                         | Phetchbuncha Samui Stadium - Mathias 62kg - Vicotor 63kg.                       | TKO (ferite - gomiti)           | 3     | 3:00  |
| 25 11 2017                                                           | Vittoria  | Kuan-Au aka Ronachai Parnsomboon                      | Lumpinee TKO -64,5 kg, Bangkok                                                  | Punti                           | 5     | 3:00  |
| 23 09 2017                                                           | Vittoria  | Wangtong Sitpanancherng                               | Lumpinee TKO -62kg, Bangkok                                                     | KO                              | 2     | 1:00  |
| 20 08 2017                                                           | Vittoria  | Yodwatchara Fairtex                                   | ALL STAR FIGHT -62kg, Bangkok                                                   | TKO                             | 2     | 2:00  |
| 09 06 2017                                                           | Sconfitta | Petchdamlek Sor Yingjaroenkanchang                    | Lumpinee Champions show -64Kg, Bangkok                                          | Punti                           | 5     | 3:00  |
| 28 01 2017                                                           | Sconfitta | Brice Delval                                          | Thai Boxe Mania -63,5kg, Torino                                                 | Punti                           | 5     | 3:00  |
| 27 11 2016                                                           | Sconfitta | Rungravee Sasiprapa                                   | Top King World Series 11 -63,5kg Title Fight, Cina                              | Per decisione                   | 3     | 3:00  |
| 26 08 2016                                                           | Sconfitta | Yodtuantong Petchyindee Academy                       | Toyota Marathon -65kg, Khon Kaen, Thailandia                                    | TKO                             | 1     | 1:00  |
| 26 08 2016                                                           | Vittoria  | Kiangkrai Tor Silachai                                | Toyota Marathon -65kg, Khon Kaen, Thailandia                                    | Punti                           | 3     | 3:00  |
| 23 07 2016                                                           | Sconfitta | Katsushi Nakagawa (Teyon)                             | NJKF 2016 5th, Tokyo, Giappone                                                  | Punti                           | 5     | 3:00  |
| 29 05 2016                                                           | Vittoria  | Markleak Sititisukato                                 | Super Muay Thai, Bangkok, Thailandia                                            | Punti                           | 3     | 3:00  |
| 12 04 2016                                                           | Vittoria  | Tongsak Lukmaklamwan                                  | Lumpinee Stadium, Bangkok, Thailandia                                           | TKO                             | 4     | 3:00  |
| 28 02 2016                                                           | Pareggio  | Weerachai Meenayothin                                 | Super Muay Thai, Bangkok, Thailandia                                            | Punti                           | 3     | 3:00  |
| 12 12 2015                                                           | Vittoria  | Suedam Khongsitta                                     | Super Muay Thai, Bangkok, Thailandia                                            | Punti                           | 3     | 3:00  |
| 01 11 2015                                                           | Sconfitta | Aranchai Kiatpatarapan                                | Toyota Marathon -64kg, Nakhon Ratchasima, Thailandia                            | Punti                           | 3     | 3:00  |
| 03 10 2015                                                           | Vittoria  | Jeferson Oliveira                                     | Xtreme Muay Thai 2015, The Venetian Macao, Macao                                | Punti                           | 3     | 3:00  |
| 12 09 2015                                                           | Vittoria  | Rungravee Sasiprapa                                   | The Circle, Barcellona, Spagna                                                  | Punti                           | 3     | 3:00  |
| 25 07 2015                                                           | Vittoria  | Alexander Arutyunyan                                  | Prince Cup WPMF, Bangkok, Thailandia                                            | Punti                           | 5     | 3:00  |
| 06 05 2015                                                           | Vittoria  | Mongkon Kor.Kampanaj                                  | Lumpinee Stadium, Bangkok, Thailandia                                           | Punti                           | 5     | 3:00  |
| 05 04 2015                                                           | Vittoria  | Puenyai Payyakka Mpan                                 | Max Muay Thai, Pattaya, Thailandia                                              | KO                              | 2     | 2:00  |
| 05 04 2015                                                           | Vittoria  | Issam Arabat-Ziane                                    | Max Muay Thai, Pattaya, Thailandia                                              | Punti                           | 3     | 3:00  |
| 07 02 2015                                                           | Sconfitta | Ayoub El Kaidar                                       | La Nuit des Titans 10, Tours, Francia                                           | Punti                           | 5     | 3:00  |
| 02 01 2015                                                           | Vittoria  | Khiev Khmer Gym                                       | Open Stadium, Nakhon Ratchasima, Thailandia                                     | KO                              | 3     | 3:00  |
| 05 10 2014                                                           | Sconfitta | Tongtang Muangseema                                   | Max Muay Thai World, Pattaya, Thailandia                                        | TKO                             | 2     | 3:00  |
| 08 08 2014                                                           | Sconfitta | Captain Ken Pinsinchai                                | H.M. Queens Birthday 2014 - Sanam Luang, Bangkok, Thailandia                    | Punti                           | 5     | 3:00  |
| 22 06 2014                                                           | Vittoria  | Denkiri Sor Sommai                                    | Max Muay Thai LIVE - Weekly, Pattaya, Thailandia                                | Punti                           | 3     | 3:00  |
| 11 05 2014                                                           | Vittoria  | Denkiri Sor Sommai                                    | Max Muay Thai LIVE - Weekly, Bangkok, Thailandia                                | Punti                           | 3     | 3:00  |
| 14 04 2014                                                           | Pareggio  | Rungravee Sasiprapa                                   | Combat Banchamek - Buakaw Promotion, Surin, Thailandia                          | Punti                           | 3     | 3:00  |
| 29 03 2014                                                           | Vittoria  | Petchaiya Sor Sirynia                                 | Max Muay Thai 7, Bangkok, Thailandia                                            | Punti                           | 3     | 3:00  |
| 07 02 2014                                                           | Vittoria  | Igor Klimovich                                        | RusThai Promotion, Pattaya, Thailandia                                          | Punti                           | 3     | 3:00  |
| 03 01 2014                                                           | Vittoria  | ChokDee Lappet Ubon                                   | Muay Thai Combat Mania#Yokkao6, Pattaya, Thailandia                             | TKO (R2)                        | 2     | 3:00  |
| 10 12 2013                                                           | Vittoria  | Sapanpetch Sit Ititsukato                             | Max Muay Thai - Final Chapter, Khon Kaen, Thailandia                            | Per decisione                   | 3     | 3:00  |
| 10 11 2013                                                           | Sconfitta | Mungkornpet Dragon GYM                                | Bangla Stadium, Phuket, Thailandia                                              | Per decisione                   | 5     | 3:00  |
| 26 07 2013                                                           | Vittoria  | Juan Mario Keawsamrit                                 | 61st Birth Anniversary of HRH The Crown Prince of Thailand, Bangkok, Thailandia | Per decisione                   | 5     | 3:00  |
| 05 07 2013                                                           | Sconfitta | Kemtong S. Baramee                                    | Boxing World, Pattaya, Thailandia                                               | Per decisione                   | 5     | 3:00  |
| 31 05 2013                                                           | Sconfitta | Anvar Boynazarov                                      | Toyota Marathon 63kg, Kanchanburi, Thailandia                                   | Per decisione                   | 3     | 3:00  |
| 02 05 2013                                                           | Sconfitta | Jomkitti Lukbarnyai                                   | Thepprasit Stadium, Pattaya, Thailandia                                         | Per decisione                   | 5     | 3:00  |
| 08 04 2013                                                           | Vittoria  | Russian Fighter                                       | Thepprasit Stadium, Pattaya, Thailandia                                         | Per decisione                   | 5     | 3:00  |
| 05 01 2013                                                           | Vittoria  | Van Chan Seth                                         | WBC MT int. title fight, KO on Koh Chang, Koh Chang, Thailandia                 | Per decisione                   | 5     | 3:00  |
| 15 12 2012                                                           | Vittoria  | Silatong Mor Watanachai                               | Thai TV 5, Lumpinee Stadium, Bangkok, Thailandia                                | Per TKO                         | 5     | 1:00  |
| 06 11 2012                                                           | Vittoria  | Yukiya Nakamura                                       | Lumpinee Stadium, Bangkok, Thailandia                                           | Per decisione                   | 5     | 3:00  |
| 09 10 2012                                                           | Vittoria  | Nin Lookmakarmwan                                     | Lumpinee Stadium, Bangkok, Thailandia                                           | Per decisione                   | 5     | 3:00  |
| 04 09 2012                                                           | Vittoria  | Mongkondam Sitwarunee                                 | Lumpinee Stadium, Bangkok, Thailandia                                           | Per decisione                   | 5     | 3:00  |
| 01 08 2012                                                           | Vittoria  | Inseenoi Sharkyboxinggym (Insiekaow Kiatboonmee)      | Boxing World, Pattaya, Thailandia                                               | Per TKO                         | 3     | 2.00  |
| 07 07 2012                                                           | Vittoria  | Joe Concha                                            | Revolution @ The Roxy, Paramatta, Sydney, Australia                             | Per TKO (Cuts)                  | 4     | 3.00  |
| 18 05 2012                                                           | Sconfitta | Dieselnoi Sitkhrupian                                 | Lumpinee Stadium, Bangkok, Thailandia                                           | Per decisione                   | 5     | 3:00  |
| 17 04 2012                                                           | Sconfitta | Kemarat Sitjapae                                      | THAI FIGHT Extreme, Pattaya, Thailandia                                         | Per decisione                   | 3     | 3:00  |
| 23 03 2012                                                           | Sconfitta | Nguyễn Trần Duy Nhất                                  | WMF PRO-am World Championship - Semifinale, Bangkok, Thailandia                 | Per decisione                   | 3     | 3:00  |
| 21 03 2012                                                           | Vittoria  | Majid                                                 | WMF PRO-am World Championship - Quarti di finale, Bangkok, Thailandia           | Per decisione                   | 3     | 3:00  |
| 21 01 2012                                                           | Vittoria  | Sangchan Na Pattaya                                   | Thepprasit Yokkao Stadium, Pattaya, Thailandia                                  | TKO                             | 3     | 2:00  |
| 05 12 2011                                                           | Vittoria  | Prabpram Sit Japow                                    | King's Birthday Celebration, Bang Saphan, Thailandia                            | TKO                             | 2     | 1:00  |
| 07 10 2011                                                           | Vittoria  | Thai Fighter                                          | Thepprasit Yokkao Stadium, Pattaya, Thailandia                                  | Per decisione                   | 5     | 3:00  |
| 26 09 2011                                                           | Vittoria  | Royto Sor.Sopa                                        | Thepprasit Fairtex Stadium Pattaya, Pattaya, Thailandia                         | Per decisione                   | 5     | 3:00  |
| 12 08 2011                                                           | Sconfitta | Chanachai Or Bor Tor Lampongtammy                     | Queen's Cup 2011, Thailand Vs. Challenger, Bangkok, Thailandia                  | Per decisione                   | 5     | 3:00  |
| 15 04 2011                                                           | Sconfitta | Phetbaanrai Or.Wongsri                                | Lumpinee Stadium, Bangkok, Thailandia                                           | TKO (ferita)                    | 3     | 1:30  |
| 05 03 2011                                                           | Vittoria  | Chartpayak Sit-Ajarnmanote                            | Lumpinee Stadium, Bangkok, Thailandia                                           | TKO (Low Kick)                  | 2     | 2:10  |
| 08 01 2011                                                           | Vittoria  | Urkam Sasiprapa Gym                                   | The Champions Club 6, Pattaya, Thailandia                                       | Per decisione                   | 5     | 3:00  |
| 23 12 2010                                                           | Vittoria  | Thai Fighter                                          | Thepprasit Fairtex Stadium, Pattaya, Thailandia                                 | KO (High Kick)                  | 3     | 1:50  |
| 11 09 2010                                                           | Pareggio  | Cambodian Fighter                                     | Live Cambodian TV 3, Phnom Pehn, Cambogia                                       | Per decisione                   | 5     | 3:00  |
| 12 08 2010                                                           | Vittoria  | Khunlar Chokepreecha                                  | Queen's Cup 2010, Thailand Vs. Challenger, Bangkok, Thailandia                  | Per decisione                   | 5     | 3:00  |
| 29 07 2010                                                           | Sconfitta | Thai Fighter                                          | Thepprasit Fairtex Stadium, Pattaya, Thailandia                                 | Per decisione                   | 5     | 3:00  |
| 13 06 2010                                                           | Sconfitta | Eakkarat KBA                                          | Windy Super Fights, Tokyo, Giappone                                             | Per decisione                   | 3     | 3:00  |
| 25 04 2010                                                           | Pareggio  | REO玲 央(フォルティス渋谷)                            | Muay Lok promotion, Tokyo, Giappone                                             | Per decisione                   | 3     | 3:00  |
| 05 03 2010                                                           | Vittoria  | Jason Wong                                            | Libogen Fight Night Part 13, Hong Kong                                          | Per decisione                   | 5     | 2:00  |
| 17 01 2010                                                           | Vittoria  | Irhi sit Shuki (Gil Saat)                             | TARD KHONG PANDING Stadium, Bangkok, Thailandia                                 | Per decisione                   | 5     | 3:00  |
| 10 10 2009                                                           | Sconfitta | Hong Kong Fighter                                     | Libogen Fight Night, Hong Kong                                                  | Per decisione                   | 3     | 2:00  |
| 06 08 2009                                                           | Pareggio  | Leonard Nganga                                        | Thepprasit Fairtex Stadium, Pattaya, Thailandia                                 | Per decisione                   | 5     | 3:00  |
| 18 07 2009                                                           | Sconfitta | Eckachai Shothippawan                                 | The Avenue, Pattaya, Bangkok                                                    | Per decisione                   | 5     | 3:00  |
| 08 02 2009                                                           | Vittoria  | Fauzan Zabidi                                         | TM-WMC KL INTERNATIONAL MUAY THAI CHALLENGE 2009, Kuala Lumpur, Malaysia        | TKO                             | 4     | 2:20  |
| 17 11 2008                                                           | Vittoria  | Rajchawat S.Jaratfha                                  | Thepprasit Fairtex Stadium, Pattaya, Thailandia                                 | TKO                             | 4     | 2:40  |
| 27 09 2008                                                           | Sconfitta | Richmond Leong                                        | S1 Singapore International Muay Thai Championship, Singapore                    | Per decisione                   | 5     | 3:00  |
| 07 08 2008                                                           | Sconfitta | Rajchawat S.Jaratfha                                  | Thepprasit Fairtex Stadium, Pattaya, Thailandia                                 | Per decisione                   | 5     | 3:00  |
| 21 07 2008                                                           | Sconfitta | Thai Fighter                                          | Thepprasit Fairtex Stadium, Pattaya, Thailandia                                 | Per decisione                   | 5     | 3:00  |
| 07 07 2008                                                           | Vittoria  | Thai Fighter                                          | Thepprasit Fairtex Stadium, Pattaya, Thailandia                                 | TKO                             | 4     |       |
| 30 12 2007                                                           | Vittoria  | Japanese Fighter Por. Pramuk Gym                      | Thepprasit Fairtex Stadium, Pattaya, Thailandia                                 | KO (Knee)                       | 5     | 1:00  |
| 26 07 2007                                                           | Vittoria  | Dutch Fighter Team Albert Kraus                       | Thepprasit Fairtex Stadium, Pattaya, Thailandia                                 | Per decisione                   | 5     | 2:00  |
| 16 04 2007                                                           | Vittoria  | Thai Fighter                                          | Thepprasit Fairtex Stadium, Pattaya, Thailandia                                 | Per decisione                   | 5     | 3:00  |
| 15 08 2005                                                           | Vittoria  | Petsiwa                                               | Lamai Stadium, Koh Samui, Thailandia                                            | Per decisione                   | 5     | 3:00  |